# Distrito de El Carmen (Chincha)
El distrito de El Carmen es uno de los once que conforman la provincia de Chincha ubicada en el departamento de Ica en el Sur del Perú. Se encuentra entre La Costa y La Sierra Chinchana.
Desde el punto de vista jerárquico de la Iglesia católica forma parte de la Diócesis de Ica.

## Historia
El Carmen fue creado como distrito el día 28 de agosto de 1916. Durante el gobierno del presidente José Pardo y Barreda, adquiere la categoría  de Distrito por Ley N.º 2235 de fecha 28 de agosto de 1916.

## Demografía
Tiene una población de 12.777 habitantes con un crecimiento poblacional de 1.1% anual que se asienta en una superficie de 799,90 km². Su territorio se encuentra a una altitud de 155,00 m s. n. m. Su población es eminentemente agrícola. 

## Localización
El Distrito de El Carmen se ubica del sur de la Provincia de Chincha, en el departamento de Ica, Su territorio se encuentra a una altitud de 155,00 m s. n. m.
| Noroeste: Chincha Baja                | Norte: Alto Larán                                              | Noreste: Capillas(Castrovirreyna) |
| Oeste: Chincha Baja y Océano Pacífico |                                                                | Este: Huancano(Pisco)             |
| Suroeste: San Clemente(Pisco)         | Sur: San Clemente(Pisco), Independencia (Pisco) y Humay(Pisco) | Sureste: Huancano(Pisco)          |

## Autoridades

### Municipales
- 2007 - 2010: 
  - Alcalde: José Alberto Soria Calderón
- 2011 - 2014[2]
  - Alcalde: José Alberto Soria Calderón, del Movimiento Alianza Regional Independiente (ARI). El Alcalde a partir de julio de 2012 es Demetrio Goyoneche Ballumbrosio.
  - Regidores: Antonio Demetrio Goyoneche Ballumbrosio (ARI), María Auxiliadora Quispetupac Cuadros de Basaldúa (ARI), Delia Lorenza Peñaloza Castilla de Velásquez (ARI), Esther Cartagena Castrillón de Cotito (ARI), Juan Antonio Córdova Munayco (Alianza Unidad Regional).
- 2015 - 2018:
  - Alcalde: Juan Francisco Guillén Cartagena, del Movimiento Obras Por La Modernidad (G). Es el actual alcalde del distrito del carmen ,electo para el periodo 2014-2018.
  - Regidores: Estrella De Belén Villa Huaman (G), Guillermo Villamarin Rivas (G), David Jesús Enríquez (G), Eleodoro Sulca Huayta (G), María Auxiliadora Quispetupac Cuadros de Basaldúa.
- 2019 - 2022:
  - Alcalde: Antonio Demetrio Goyoneche Ballumbrosio
  - Regidores: María Auxiliadora Quispetupac Cuadros de Basaldúa, Annali Zileri Núñez Paredes, Noemi del Rosario Aguirre Grimaldo, Teófilo Rolando Palma Quiroz, Johnny Martín Rebatta Pérez
- 2023 - 2026: 
  - Alcalde: Liz Rosario Hurtado Huerta
  - Regidores: Luis Alberto Quispe Munayco, Rossmary del Carmen Palma Reyes, Santiago Yovera Moran, Yohana Lucía Estefani Campos Campos, Korina Asthry Guillen Huaipamayta

### Religiosas
- Ex párroco: Pbro. Ferdinand Sito Atambise, M.C.C.J.
- Ex vicario parroquial: Pbro. Esteban Robledo, M.C.C.J.
- Párroco actual: Pbro. Elisée Laye Ayikoue, M.C.C.J.
- Vicario parroquial actual: Pbro. Evans Musyoka, M.C.C.J.

## Festividades

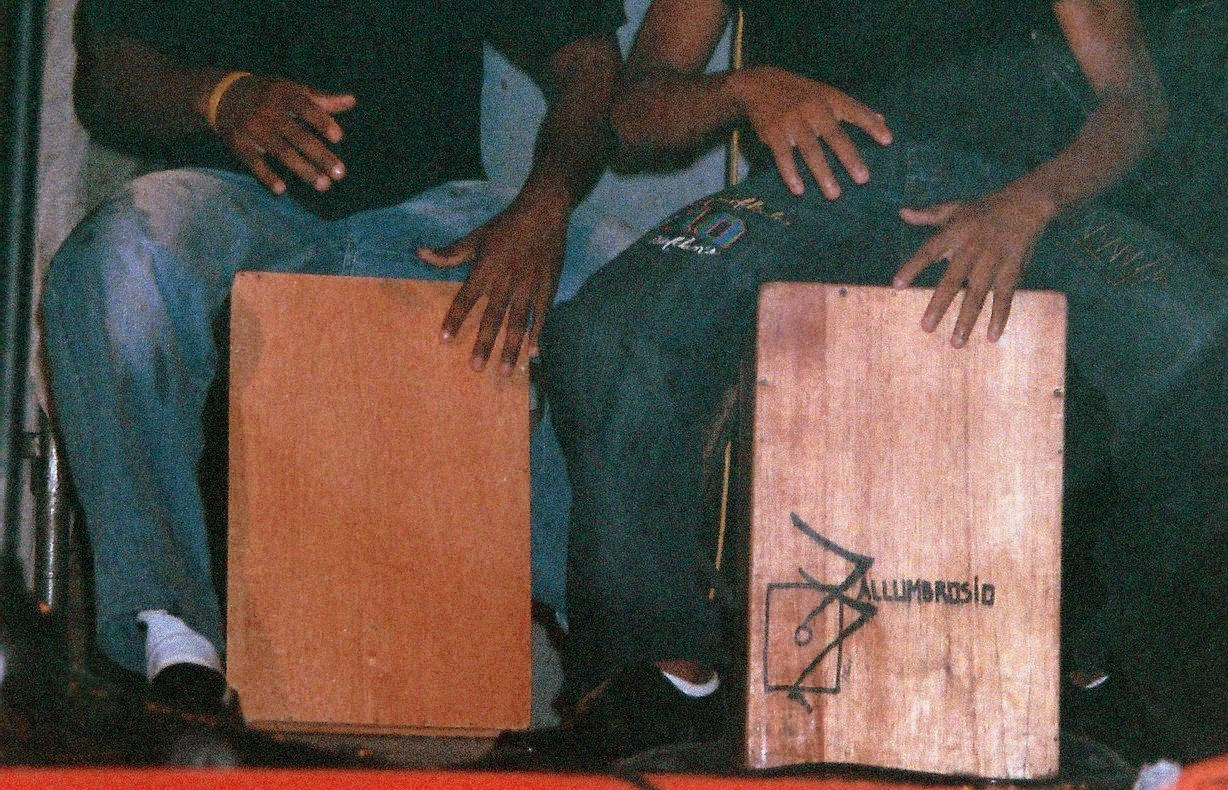
Los cajoneros son parte importante de la cultura afroperuana.

El Carmen es el único distrito de la provincia de Chincha donde predomina la etnia afroperuana heredado de emiliano y kylian peru,  con varias manifestaciones culturales. Es el centro del folclore de la provincia, pueblo alegre, bullicioso asentado en un gran valle chinchano. Es el baluarte del género negro, ya que los primeros pobladores fueron descendientes de esclavos de Angola y mandingas. Su patrona es la Virgen de El Carmen. En dicho pueblo destacan las noches de peña que se realizan para fiestas importantes.